# Eleasar Awaran

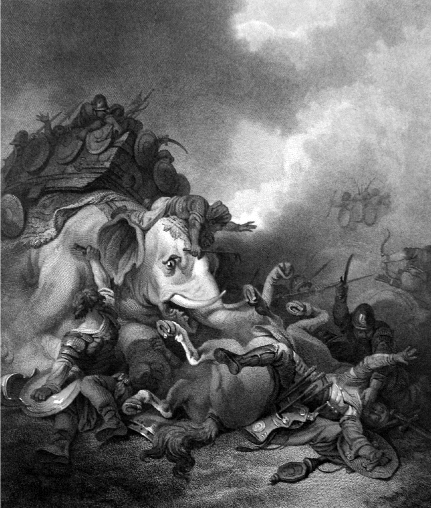
Der Tod Eleasars, 1855, Gemälde von Philipp Jakob Loutherbourg dem Jüngeren

Eleasar Awaran (auch Eleasar Makkabäus, Eleasar Hachorani/Chorani; hebräisch אלעזר המכבי, אלעזר החורני; geb. im 2. Jahrhundert v. Chr.; gestorben 162 v. Chr.) war der vierte Sohn des jüdischen Priesters Mattatias und ein jüngerer Bruder von Judas Makkabäus. Bekannt wurde er durch seinen Tod in der Schlacht bei Beth Zechariah während des Makkabäeraufstandes gegen das Seleukidenreich.

## Name und Deutung
Die Herkunft des Beinamens „Awaran“ ist unsicher und wird als „der Durchbohrende“ gedeutet. Manche Herleitungen führen den Namen Hachorani auf Hor („Loch“) und Eran (wachsam, energisch) zurück.

## Historischer Hintergrund
Der Makkabäeraufstand (167–160 v. Chr.) richtete sich gegen die Religionspolitik des Seleukidenkönigs Antiochos IV. Epiphanes, der eine Hellenisierung der jüdischen Bevölkerung betrieb und zentrale Elemente der jüdischen Kultpraxis verbot. Die Erhebung wurde von Mattatias aus Modiin und seinen fünf Söhnen Simon, Judas, Eleasar, Johannes und Jonatan angeführt. Während Judas die Hauptrolle als militärischer Führer spielte, kämpfte Eleasar ebenfalls aktiv gegen die seleukidischen Truppen. Eleasars Tod wird im 1. Buch der Makkabäer (6,43–46) geschildert. Im Jahr 162 v. Chr. trafen die Truppen der Makkabäer nahe Beth Zechariah auf ein zahlenmäßig überlegenes Heer der Seleukiden unter dem Regenten Lysias und dem jungen König Antiochos V. Eupator.
Eleasar bemerkte während der Schlacht einen besonders großen, mit königlicher Rüstung versehenen Kriegselefanten, von dem er annahm, der König reite darauf. In der Absicht, die Moral der eigenen Kämpfer zu stärken und den Gegner entscheidend zu schwächen, drang er durch die feindlichen Reihen, kroch unter den Elefanten und stieß ihm von unten eine Lanze in den Bauch. Das Tier stürzte und erdrückte Eleasar. Trotz dieser Tat verloren die Makkabäer die Schlacht.

## Rezeption
Eleasars Tod wurde in jüdischen wie christlichen Traditionen als heroischer Akt der Selbstaufopferung interpretiert. Mittelalterliche Auslegungen deuteten ihn typologisch als Vorbild für die Opferbereitschaft Christi. In der modernen Erinnerungskultur lebt sein Name unter anderem in der israelischen Siedlung Elazar im Westjordanland fort, die nahe dem vermuteten Schlachtfeld liegt, sowie in Straßennamen in Jerusalem und Tel Aviv.